# Pancho se žení
Pancho se žení je satirická veselohra – parodie na motivy dobrodružných filmů, režisérů Rudolfa Hrušínského a Františka Salzera z  přelomu let 1944 a 1945, která se však dostala do kin až v roce 1946.
Jevištní předlohou filmu byla groteska o třech dějstvích s názvem „Hledá se Alfonso Danielo“. Hrušínský pracoval na scénáři se svým otcem Rudolfem Böhmem-Hrušínským a k režii přizval divadelního režiséra Františka Salzera, aby se neopakoval předchozí Hrušínského nezdar při jeho režijním debutu u filmu „Jarní píseň“. Jedním ze záměrů Hrušínského a producenta Havla bylo zaměstnat co nejvíce herců, aby unikli totálnímu nasazení.
Původní název filmu byl "Pedro se žení". Až v průběhu natáčení se název změnil na "Pancho se žení".
Film se ve své době nesetkal s příznivou kritikou.

## Tvůrci, další informace
- Námět: Rudolf Hrušínský
- Scénář: Rudolf Hrušínský
- Kamera: Ferdinand Pečenka
- Režie: Rudolf Hrušínský a František Salzer
- Hudba: Jiří Srnka
- Texty písní: F. A. Elstner a K. M. Walló
- Střih: Jiří Sobotka
- Zvuk: J. Paleček
- Další údaje: černobílý, 80 minut
- Ateliéry: Barrandov a Radlice
- Exteriéry: Hlubočepy u Prahy
- Výroba: Lucernafilm Praha, 1944, pro uvedení upravila Československá filmová společnosti (1945–1946)

## Postavy
| Rudolf Hrušínský           | Pancho Danilla                            |
| Vlasta Matulová            | Rosita                                    |
| Jindřich Plachta           | Francisco Fernando Rodriguez, otec Rosity |
| Jarmila Májová-Svobodová   | matka Rosity                              |
| Josef Kemr                 | Pedro Sanchez Apricot                     |
| Robert Vrchota             | Manuel Serano Pueblo Santo, lupič         |
| Saša Rašilov               | starosta                                  |
| Miloš Nedbal               | žalářník                                  |
| Ella Šárková               | Juanita                                   |
| František Kreuzmann        | náčelník lupičů                           |
| Eva Klenová                | milenka náčelníka lupičů                  |
| Annie Steimarová           | teta Lucie                                |
| Emil Bolek                 | soused Sanchezových                       |
| Bohumil Bezouška           | lupič                                     |
| František Kovářík          | žalářník                                  |
| Rudolf Hrušínský nejstarší | Pedrův otec                               |
| Jarmila Kurandová          | Anabela, Pedrova matka                    |
| Josef Pehr                 | kapesní zloděj                            |
| Jan W. Speerger            | lupič                                     |
| Richard Strejka            | strážný před vězením                      |
| Václav Irmanov             | lupič s kytarou                           |
| Vladimír Hlavatý           | advokát                                   |
| Rudolf Deyl mladší         | podomek                                   |

## Citát
| „                  | Ten film vznikl za války v době, kdy mnoho herců bylo totálně nasazených. Šlo o to, nějakým způsobem je z toho vytáhnout. Na popud tehdejšího vedení Barrandova jsem za měsíc napsal scénář a za další měsíc natočil film. V dekoracích „Roziny Sebrance“, aby to bylo co nejlevnější. Tak se podařilo z totálního nasazení uvolnit Plachtu, Kreuzmanna, Rašilova a řadu dalších. | “ |
| — Rudolf Hrušínský | |   |

## Děj
Děj se odehrává v Mexiku. Rodiny Rosity a Pedra zasnoubily oba již jako děti. Nyní se otec Rosity, Francisco Ferdinando Rodriquez, bydlící v městečku Pantalegro, rozhodl, že přišel čas na svatbu. A Rosita má dostat navíc věno 60.000 pesos. Napsal tedy dopis otci Pedra s tím, že se Pedro má k nim dostavit a prokázat se dopisem, protože Pedra viděli naposledy před 15 léty. Pedro je poněkud mdlého rozumu. Otec jej vybavil na cestu, dopis roztrhl na dvě části, aby jej Pedro neztratil a Pedro si jej schoval do kapsy a do ponožky.
Mezitím se Pancho v městečku Curacao popral v hospodě „U pavouka“ při hře v karty s falešným hráčem a v nastalé bitce praštil do hlavy starostu. Utíká z hospody a v horních hostinských pokojích narazil na Rositu, která utekla z domova, protože se nechce vdát za Pedra. Pancho přespal na parapetu Rositina pokoje a ráno se společně vydali na cestu. Rosita se do Pancha zamilovala, aniž by znala jeho jméno.
Zatímco Rosita jede k tetičce, Pancho u rozcestníku potká náhodou Pedra, který jede za Rositou do Pantalegra. Když vyslechne jeho příběh, že jede na svoji svatbu a nevěsta dostane velké věno, opije jej a vezme mu doklady i obě části dopisu. Vydal se do Pantalegra, aby se vydával za Pedra.
Po cestě náhodou potká starostu, který jej pozná a nechá uvěznit. Ve vězení v Curacao sedí v cele s lupičem Manuelem. Tomu vypoví svůj příběh, jak jede na svatbu a pro věno. Ten mu namluví, že má být druhý den propuštěn, avšak že přišel o milenku Juanitu, takže už mu o nic nejde a je ochoten si vyměnit s Panchem identitu. V noci mu vezme i jednu část dopisu. Druhý den je Manuel propuštěn a vydá se jako Pedro k rodičům Rosity. Pancho se ráno dozví, že byl podveden a Manuel je lupič odsouzený na 10 let za 28 loupeží a mnoho sňatkových podvodů a součástí trestu je také uříznutí ucha. Panchovi se však podaří z vězení uprchnout.
Manuel přijel k rodičům Rosity a předložil doklady Pedra, které dostal od Pancha a také část dopisu. Od rodičů Rosity si hned vypůjčil několik tisíc pesos.
Rosita s tetičkou se vydávají hledat jejího milého „blázna“, Pancha.
Pancho mezitím dorazil k rodičům Rosity a hlásil se jako Pedro. Doložil to druhou částí dopisu. Když se to dozvěděl Manuel, ukradl Rositině matce ještě šperky a uprchl z domu. Vydal se k lupičům do hostince „U pavouka“, aby se domluvili, jak vykradou dům Rositiných rodičů. Toto se však dozvěděla Rosita, která s tetičkou našla v tomto hostinci také ubytování. Sdělila to starostovi a spolu se vydali k domu Rosity.
Tam mezitím dorazil skutečný Pedro. Rodiče tudíž nevědí, kdo je pravý Pedro. V tu chvíli lupiči přepadnou dům.
Dorazil však také starosta s Rositou a tetičkou a Manuel s lupiči utíká.
Rosita poznává svého „blázna“, ale otec se sňatkem nesouhlasí. Teprve, když starosta oznámí Panchovi, že při bitce „U pavouka“ odhalil falešného hráče a lupiče Roberta, na kterého byla vypsána odměna 100.000 pesos, souhlasí se sňatkem.
Pedro se vrací na oslu k rodičům domů a po cestě najde u rozcestníku dva pytle s mincemi. Rodině se to hodí, protože očekávala věno, za který chtěla postavit nový dům, neboť po odjezdu Pedra za nevěstou hned starý zbourali.

## Zajímavosti
- Ve svých 56 letech se zde poprvé v celovečerním filmu objevila herečka Jarmila Kurandová [6].
- Za období září 1946 až prosinec 1950 byl film promítán v kinech 9315x a vidělo jej přes 2, 1 milionu diváků [7]